# Guanarteme
Guanarteme war die Bezeichnung des Oberhauptes der Canarios, der Ureinwohner der Insel Gran Canaria. Sie wird oft mit König, Fürst, Hauptmann oder Herrscher übersetzt. Der spanische Begriff Guanartemato zur Bezeichnung des Herrschaftsgebietes eines Guanarteme stammt aus dem 20. Jahrhundert. In der historischen Literatur wird üblicherweise der Begriff Reino (Reich) verwendet.

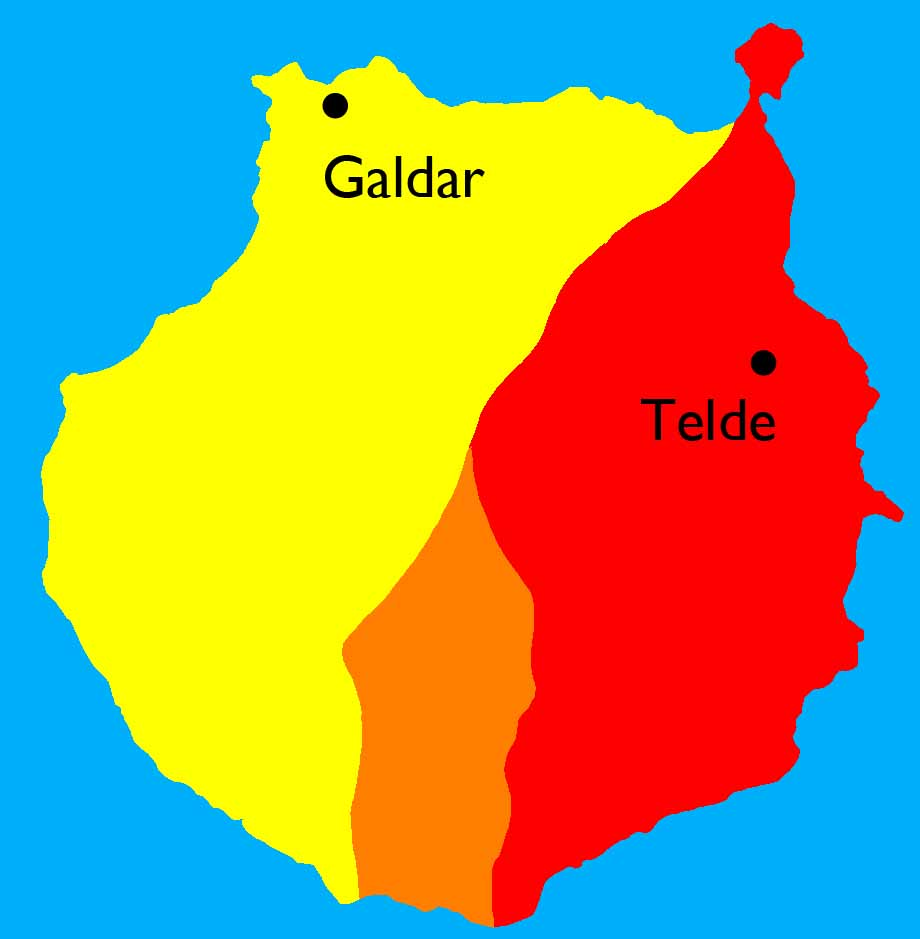
Teilung der Insel Gran Canaria in die Guanartematos Galdar (gelb) und Telde (rot). Der orange dargestellte Bereich wird in den Chroniken unterschiedlich zugeordnet.

## Herrscher auf der Insel Gran Canaria
Bis zur zweiten Hälfte des 14. Jahrhunderts war die Insel in zwölf unabhängige Gebiete aufgeteilt. Im Jahr 1375 unterwarf Gumidafe, der Führer des Stammesbezirkes Tejeda in einer kriegerischen Aktion die anderen elf Gayres, die Führer der Stammesbezirke der Insel und ernannte sich zum Guanarteme. Im Jahr 1403 starb Gumidafe. Sein ältester Sohn, Artemís, der ihm als Guanarteme nachfolgte, wurde 1414 im Kampf gegen die Truppen europäischer Eroberer getötet. Daraufhin übernahm der zweitälteste Sohn Gumidafes, Asemidán, die Regierung. Er lebte bis etwa 1435/1440. Ihm folgten seine beiden Söhne die die Insel in zwei Reiche aufteilten, eines mit der Hauptstadt Gáldar und eines mit der Hauptstadt Telde. Etwa um 1460 gingen die Reiche auf die jeweiligen Söhne der Herrscher über. Als der Guanarteme von Gáldar ohne einen volljährigen Nachfolger starb, übernahm der Guanarteme von Telde die Herrschaft über die gesamte Insel. Bei seinem Tod wurde sein Neffe Tenesor Semidán sein Nachfolger als einziger Guanarteme der Insel Gran Canaria. Im Februar 1482 wurde er von den kastilischen Eroberern gefangen genommen und nach Kastilien geschickt, wo er Königin Isabella und König Ferdinand vorgestellt wurde. Nachdem er durch Kardinal Pedro González de Mendoza auf den Namen seines Paten, des Königs, getauft worden war, trug er den Vornamen Ferdinand (Fernando) und als Familiennamen seinen früheren Titel Guanarteme. Nach seiner Rückkehr nach Gran Canaria unterstützte er die kastilischen Eroberer dadurch, dass er die Canarios, die sich auf die Fortaleza de Ansite zurückgezogen hatten, zur Aufgabe veranlasste. Diese Kapitulation am 28. oder 29. April 1483 gilt als der Abschluss der Eroberung der Insel Gran Canaria.

## Organe der Herrschaft
Die Guanartemes wurden von einer Adeligenversammlung, dem Sábor, beraten. Diese Versammlung hatte etwa 190 bis 200 Mitglieder. Dieses Organ war die wichtigste Instanz der Rechtsprechung der Insel. Den Vorsitz führte der Fáyak (auch als Faican bezeichnet), der priesterliche Aufgaben erfüllte. Er stellte die zweite Autorität nach dem Guanarteme dar. Er stammte meist aus der Familie der Guanartemes. Die Guanartemes hatten für die Religionsausübung vermutlich nur eine geringe Bedeutung.